# Đơn Lập Văn
Đan Lập Văn hay Đơn Lập Văn (tiếng Trung: 單立文) là nam nhạc sĩ, ca sĩ, diễn viên Hồng Kông, anh được biết đến với vai diễn Tây Môn Khánh trong hơn 5 bộ phim điện ảnh và cả truyền hình. Lập Văn được đề cử Diễn viên mới xuất sắc của Giải thưởng Điện ảnh Hồng Kông với vai diễn này trong phim điện ảnh Phan Kim Liên - Tiền thế kim sinh, trong phim ông đóng cùng Vương Tổ Hiền.

## Tiểu sử
Đan Lập Văn quê gốc Tăng Thành, Quảng Châu, Quảng Đông, Trung Quốc; gia đình có hai chị gái và hai em trai, bố ông sau này đã bỏ rơi gia đình. Là một người có năng khiếu âm nhạc, ông được mẹ cho học nhạc và sau này tham gia một số chương trình nghệ thuật trong thời gian học văn hóa.

## Sự nghiệp

### Âm nhạc
Năm 1983, Đan Lập Văn tham gia thành lập ban nhạc Chyna, ban nhạc khá thành công lúc bấy giờ. Ca khúc Within You'll Remain của nhóm sau này được lan truyền sang Đông Nam Á với phiên bản của nhóm Tokyo Square; ngoài ra ca khúc này còn có khoảng 15 phiên bản với 7 ngôn ngữ khác nhau, tại Việt Nam ca khúc do Andy Quách thể hiện với tựa Wo ai ni. Năm 1987, Lập Văn giữ vai trò guitar-bass trong ban nhạc Blue Jeans. Ông là bạn thân của Huỳnh Gia Câu -thành viên nhóm Beyond-, Lập Văn cũng là người thông báo cái chết của Gia Câu. Trong thập niên 90, ban nhạc Blue Jeans giải tán, sự nghiệp âm nhạc của Lập Văn gặp khó khăn nên ông chuyển sang sáng tác cho các ca sĩ Lý Khắc Cần, Châu Huệ Mẫn, Hồ Bội Úy, Lê Minh.
Từ 2015 đến 2018, Đan Lập Văn tham gia một số chương trình truyền hình và sự kiện âm nhạc với vai trò nhạc công.

### Điện ảnh
Cuối thập niên 1980, Đan Lập Văn tham gia bộ phim 都市方程式  và 霸王女福星 với vai trò khách mời. Năm 1987, nghe theo lời mời hấp dẫn ông quyết định ký hợp đồng phim Liêu Trai diễm đàm, sau khi ký hợp đồng xong ông mới biết đây là một bộ phim cấp 3. Vì đã ký hợp đồng nên dù không muốn, ông vẫn phải tham gia bộ phim, một số yêu cầu của ông trong lúc quay phim không được chấp thuận nhưng bộ phim thành công ngoài mong đợi, tên tuổi của ông gắn liền với dòng phim này từ đây.
Năm 1990, Lập Văn đóng vai Tây Môn Khánh trong Phan Kim Liên - Tiền thế kim sinh và được đề cử Diễn viên mới xuất sắc; ông tiếp tục với vai diễn này trong hai phim cấp 3 khác là Kim Bình phong nguyệt năm 1991 và Thiếu nữ Phan Kim Liên năm 1993. Năm 1994, Lập Văn tiếp tục vai diễn này trong phim truyền hình Mối hận Kim Bình của TVB, bộ phim rất thành công và từng được chiếu trên VTV3. Sau bộ phim này, ông nhận vai Tây Môn Khánh trong bộ phim cấp 3 dài 5 tập Tân Kim Bình Mai. Ngoài dòng phim cấp 3, Lập Văn còn tham gia đóng vai phụ các phim điện ảnh như Đổ Thánh 2 với Châu Tinh Trì; Thợ săn thành phố với Thành Long... và phim truyền hình như Đại náo Quảng Xương Long, Bao la vùng trời 2,...

## Đời tư
Năm 1997, Đan Lập Văn và Hồ Bội Úy công khai tình cảm nhưng phải đến năm 2007 họ mới chính thức kết hôn.

## Phim ảnh

### Điện ảnh / Video
| Năm  | Tựa tiếng Việt                                               | Tựa tiếng Anh                               | Tựa đề gốc           | Vai diễn                                    | Chú thích |
| ---- | ------------------------------------------------------------ | ------------------------------------------- | -------------------- | ------------------------------------------- | --------- |
| 1987 | Liêu trai diễm đàm                                           | Erotic Ghost Story                          | 聊斋艳谭             | Thần Ngũ Thông                              |           |
| 1988 |                                                              | Carry On Hotel                              | 金装大酒店           |                                             |           |
| 1988 |                                                              | Operation Pink Squad                        | 霸王女福星           | Piu                                         |           |
| 1989 |                                                              | All Night Long                              | 夜疯狂               | Lao B                                       |           |
| 1989 | Phan Kim Liên - Tiền thế kim sinh                            | The Reincarnation of Golden Lotus           | 潘金莲之前世今生     | Tây Môn Khánh                               |           |
| 1989 | Hàn băng kỳ hiệp                                             | The Iceman Cometh                           | 急冻奇侠             | Trùm băng cướp                              |           |
| 1990 |                                                              | Coup De Grace                               | 起尾注               | Wan Yusheng                                 |           |
| 1990 | Tình yêu và cuộc đời                                         | Love Is Love                                | 望夫成龙             | Ban trai Nacy                               |           |
| 1990 |                                                              | Here Comes a Vampire                        | 猛鬼霸王花           | A Lang                                      |           |
| 1991 | Vũ điệu cuồng long                                           | Dance with the Dragon                       | 與龍共舞             | Sử công tử                                  |           |
| 1991 | Đổ thánh 2                                                   | God of Gamblers II                          | 赌侠                 | Hussein                                     |           |
| 1991 | Kim Bình phong nguyệt                                        | The Golden Lotus "Love and Desire"          | 金瓶风月             | Tây Môn Khánh                               |           |
| 1991 | Nữ Hoàng Thế Giới Ngầm                                       | Queen of the Underworld                     | 夜生活女王之霞姐传奇 | Alan                                        |           |
| 1992 | Thủy hử truyện                                               | All Men Are Brothers – Blood of the Leopard | 水浒传之英雄本色     | Cao nha nội                                 |           |
| 1992 |                                                              | The Demon Wet Nurse                         | 半妖乳娘             | Ngụy Trung Hiền                             |           |
| 1992 | Tố nữ kinh - Khiêu tình bảo giám                             | The Story of Lady Sue                       | 素女经之挑情宝鉴     | Ying Feng                                   |           |
| 1993 | Thợ săn thành phố                                            | City Hunter                                 | 城市猎人             | Đại cước -Anh họ Huệ Hương (Kaori Makimura) |           |
| 1993 |                                                              | Ming Ghost                                  | 圣女的欲望           | Xiong Yan                                   |           |
| 1993 |                                                              | On Parole No.2 – Do Unto Others             | 狱凤之杀出重围       | Donald                                      |           |
| 1994 | Hỏa Vân tà thần / Hỏa Vân truyền kỳ                          | Fire Dragon                                 | 火云传奇             | Hoàng đế                                    |           |
| 1994 | Duyên tình kỳ lạ                                             | Whatever You Want                           | 珠光宝气             | Wong Jingwei                                |           |
| 1994 | Liệp sát tối cực                                             | Hunting List                                | 终极猎杀             | Chou Jin                                    |           |
| 1994 | Thiếu nữ Phan Kim Liên                                       | The Amorous Lotus Pan                       | 少女潘金莲           | Võ Tòng / Tây Môn Khánh                     |           |
| 1994 | Cô gái ít nói                                                | The Worth of Silence Wrath of Silence       | 沉默的姑娘           | Pal                                         |           |
| 1995 | Trúc phu nhân                                                | Madame Bamboo                               | 竹夫人               | Fan Erhu                                    |           |
| 1995 | Thiếu Lâm tiểu tử 3                                          |                                             | 笑林小子之无敌反斗星 | Tô Khất Nhi                                 |           |
| 1996 | Tân Kim Bình Mai (5 tập)                                     |                                             | 新金瓶梅             | Tây Môn Khánh                               |           |
| 2004 |                                                              |                                             | 妙贼偷天             | Lei Jian                                    |           |
| 2004 |                                                              |                                             | 婚前杀行为           | Bowie                                       |           |
| 2006 |                                                              |                                             | 美好时光             |                                             |           |
| 2007 |                                                              | Shadow Of Pleasure                          | 马己仙峡道           | [ 13 ]                                      |           |
| 2007 |                                                              | Exodus                                      | 出埃及记             | Zhang Fang's father                         |           |
| 2010 |                                                              | The way were we                             | 算吧啦，老豆         | Ding Li                                     |           |
| 2010 | Ngôi nhà kinh dị                                             | Dream Home                                  | 维多利亚一号         | (Khách mời)                                 |           |
| 2011 | Lan Quế Phường                                               | Lan Kwai Fong                               | 喜爱夜蒲             | A Gong                                      |           |
| 2012 | Mệnh lệnh cuối cùng / Người nghe tiếng gió (Thính phong giả) | The Silent War                              | 听风者               | Luo San'er                                  |           |
| 2013 | Người trong giang hồ: Trật tự mới                            |                                             | 古惑仔江湖新秩序     | Jiang Tiansheng                             |           |
| 2015 | Trai bao (Áp vương)                                          | The Gigolo                                  | 鴨王                 | Abson                                       |           |
| 2015 | Vương Gia Hân                                                |                                             | 王家欣               | Nhạc công Guitar                            |           |

### Truyền hình (TVB)
| Năm      | Tựa Việt (nếu có)        | Tựa gốc           | Vai diễn                          | Chú thích |
| -------- | ------------------------ | ----------------- | --------------------------------- | --------- |
| 1988     |                          | 都市方程式        | A Cẩu                             | tập 25    |
| 1994     | Người tình muôn thưở     | 千歲情人          | Thành Thế Tần                     |           |
| 1994     | Mối hận Kim Bình         | 恨鎖金瓶          | Tây Môn Khánh                     |           |
| 1995     | Hồ sơ trinh sát 2        | 刑事偵緝檔案II    | Thẩm Lãng Duy (Julian)            |           |
| 1997     | Hồ Sơ Bí Ẩn              | 迷離檔案          | Trần Ba (Lý Tử Siêu)              |           |
| 1997     | Đại náo Quảng Xương Long | 大鬧廣昌隆        | Vương Thiên Linh                  |           |
| 1999     | Hồ sơ trinh sát 4        | 刑事偵緝檔案IV    | Từ Y Chí (CYC)                    |           |
| 1999     | Bố Đại Hoà Thượng        | 布袋和尚          | Cát Nhục hòa thượng (Từ Hàng)     |           |
| 2000     | Lực lượng phản ứng II    | 陀槍師姐II        | Trương Thúc Minh (James)          |           |
| 2002     | Thực thi pháp luật       | 法網伊人          | Viên Gia Tuấn                     |           |
| 2004     | Hành động liêm chính     | 廉政行動2004      | Hoắc Hoa Phiêu                    |           |
| 2004     |                          | 下一站彩虹        | La Tổ Diệu (Mario)                |           |
| 2004     | Ba họ một nhà            | 一屋兩家三姓人    | Cao Chí Tu (Michael)              |           |
| 2010     | Viên socola thần kỳ      | 情人眼裏高一D     | Giám khảo                         |           |
| 2013     | Quý ông thời đại         | 熟男有惑          | Nhạc công chơi kèn (Jazz)         |           |
| 2013     | Bao la vùng trời 2       | 衝上雲霄II        | Cảnh Gia Tuấn (Adrian)            |           |
| 2014     | Thế giới quý cô          | 女人俱樂部        | Lặc Lặc                           |           |
| 2014     | Ông trùm tài chính       | 點金勝手          | 黃正華（Ken）                     |           |
| 2014     | Tái chiến minh thiên     | 再戰明天          | 葉世響（響哥）                    |           |
| 2014     | Phi hổ 2                 | 飛虎II            | Loot Lat                          |           |
| 2015     | Đông Pha gia sự          | 東坡家事          | Vương An Thạch                    |           |
| 2015     | Thiên sứ tập sự          | 實習天使          | 唐日俊                            |           |
| 2016     | Cảnh Sát Siêu Năng       | EU超時任務        | 陳勁威                            |           |
| 2016     | Hoàng đế lưu manh        | 流氓皇帝          | Xa Đại Pháo / Thân Trực Cước Giả  |           |
| 2017至今 | Mái ấm gia đình 4        | 愛·回家之開心速遞 | Hùng Thọ Nhân 拉柴 (tập thứ 1763) |           |
| 2017     | Thần tài đến             | 財神駕到          | Vương Bách Vạn / Vương Nhất Tiên  |           |
| 2017     | Thừa thắng truy kích     | 乘勝狙擊          | Hoắc Tuấn Thăng                   |           |
| 2017     | Bước qua ranh giới       | 踩過界            | Đới Đức Nhân (T.Y.)               |           |
| 2019     | Truy Tìm Nàng Giọng Cao  | 牛下女高音        | Thành viên hợp xướng              |           |
| 2021     | Mất Trí 24 Giờ           | 失憶24小時        | Tưởng Long                        |           |

### Phim truyền hình (RHKT)
| Năm  | Tựa tiếng Việt (nếu có) | Tựa gốc    | Chú thích   |
| ---- | ----------------------- | ---------- | ----------- |
| 2009 |                         | 論盡一家人 | Joe         |
| 2010 |                         | 證義搜查線 | Mã Quân Bửu |
| 2010 | Hỏa tốc cứu binh        | 火速救兵   | Cư dân      |
| 2011 |                         | 一屋住家人 | Hán ca      |

## Âm nhạc

### Thể hiện
| Năm  | Ca khúc  | Chú thích                                                          |
| ---- | -------- | ------------------------------------------------------------------ |
| 2013 | 半生熟男 | Biểu diễn cùng Quách Tấn An, Johnson Lý Chí Tiệp và dàn nhạc       |
| 2013 | 我是偶像 | Sáng tác, biểu diễn, sản xuất MV                                   |
| 2017 | 財神駕到 | Cùng với Lê Diệu Tường, Phàn Diệc Mẫn, Hà Quảng Bái và Phó Gia Lợi |
| 2019 | 開心速遞 | Ca khúc chủ đề phim: Mái ấm gia đình 4                             |

### Sáng tác
| Năm  | Ca sĩ            | Ca khúc (Album)                                                           | Trong album                     |
| 1993 | Lý Khắc Cần      | 英雄故事 / Anh hùng cố sự                                                 | 一生想您 / Một đời nhớ em       |
| 1994 | Lê Minh          | 最後的戀愛 / Tình yêu cuối cùng                                           | 天地情緣 / Thiên địa tình duyên |
| 1995 | Châu Huệ Mẫn     | 要你喜歡我                                                                | 多一點愛戀                      |
| 1995 | Lê Minh          | Tha thứ cho anh                                                           | 夢,追踪                         |
| 1997 | Hồ Bội Úy        | - 滿天飛 / Bay khắp trời - 為什麼 / Tại vì sao - 全因你 / Tất cả vì người | 就係                            |
| 1997 | Trần Tuệ Lâm     | - 這是誰 / Đó là ai - 迷離夜雨 / Đêm mưa tuyệt vời                        | 星夢情真                        |
| 1997 | Trần Tuệ Lâm     | - 眼淚飄到很遠 / Nước mắt bay về nơi xa - 離開 / Rời bỏ                   | 一齣戲                          |
| 1999 | Trần Tuệ Lâm     | 錯過了                                                                    | 真感覺                          |
| 1999 | Trần Tuệ Lâm     | 沒緣沒了/ Không duyên, không có gì                                        | 繼續愛我                        |
| 2003 | Twins            | Beautiful Day                                                             | Evolution                       |
| 2007 | Trương Kính Hiên | 悔過詩                                                                    | 酷愛                            |
| 2007 | Hồ Bội Úy        | 算了吧                                                                    | Don't Think Just Do             |
| 2009 | Cổ Cự Cơ         | I have a dream                                                            | You Talkin' To Me?              |

## Giải thưởng
| Năm  | Sự kiện                                  | Đề cử                                           | Phim                              | Kết quả |
| ---- | ---------------------------------------- | ----------------------------------------------- | --------------------------------- | ------- |
| 1990 | Giải thưởng Điện ảnh Hồng Kông lần thứ 9 | Diễn viên mới xuất sắc                          | Phan Kim Liên - Tiền thế kim sinh | Đề cử   |
| 2014 | Giải thưởng thường niên TVB              | Nam diễn viên phụ xuất sắc nhất                 | Tái chiến minh thiên              | Đề cử   |
| 2016 | Giải thưởng thường niên TVB              | Nam diễn viên phụ xuất sắc nhất                 | Cảnh sát siêu năng                | Đề cử   |
| 2017 | Giải thưởng thường niên TVB              | Ca khúc phim truyền hình nổi bật                | Thần tài đến                      | Đề cử   |
| 2018 | Giải thưởng thường niên TVB              | Nam diễn viên TVB được yêu thích nhất Singapore | Mái ấm gia đình 4                 | Đề cử   |
| 2018 | Giải thưởng thường niên TVB              | Nam diễn viên TVB được yêu thích nhất Malaysia  | Mái ấm gia đình 4                 | Đề cử   |
| 2021 | Giải thưởng thường niên TVB              | Nam nhân vật truyền hình được yêu thích nhất    | Mái ấm gia đình 4                 | Đề cử   |
| 2021 | Giải thưởng thường niên TVB              | Nam diễn viên phụ xuất sắc nhất                 | Mái ấm gia đình 4                 | Đề cử   |